# Praha-Čakovice
Praha-Čakovice jsou samosprávná městská část hlavního města Prahy, která byla ustavena od 24. listopadu 1990 a jejíž území tvoří celá katastrální území Čakovice, Miškovice a Třeboradice v obvodu Praha 9, celková rozloha je 1018,34 ha. K Praze bylo celé území dnešní městské části připojeno k 1. lednu 1968. Samosprávná městská část navazuje na existenci místního národního výboru, který byl v Čakovicích zachován i po jejich připojení k Praze, a dřívější obec Čakovice, která od roku 1926 byla městečkem. Miškovice i Třeboradice byly před připojením k Praze samostatnými obcemi. 
Rozšířenou přenesenou působnost pro správní obvod městské části Praha-Čakovice vykonával do konce října 2007 úřad městské části Praha 19 se sídlem v Kbelích, od 1. listopadu 2007 úřad městské části Praha 18 se sídlem v Letňanech.
V Třeboradicích na území této městské části se nachází nejsevernější bod hlavního města Prahy. 

## Starostové
| Titul, jméno a příjmení       | Od roku do roku | Počet let | Narození |
| ----------------------------- | --------------- | --------- | -------- |
| Hana Jelínková                | 1990-1994       | 4         | 1958     |
| Václav Jonák                  | 1994-1998       | 4         | 1944     |
| Jiří Prebsl                   | 1998-2001       | 3         | 1923     |
| Alena Samková                 | 2001-2010       | 9         | 1959     |
| Ing. Alexander Lochman, Ph.D. | 2010-2018       | 8         | 1974     |
| Ing. Jiří Vintiška            | 2018-           |           | 1976     |